# Karl Ammer (Sprachwissenschaftler)
Karl Ammer (* 25. Oktober 1911 in Wien; † 16. Jänner 1970 in Halle an der Saale) war ein österreichischer Sprachwissenschaftler und Indologe. Er lehrte von 1954 bis 1970 als Professor für Allgemeine Sprachwissenschaft an der Universität Halle.

## Leben
Karl Ammer wuchs unter schweren materiellen Bedingungen als Sohn eines Wiener Lagerarbeiters auf. Nach der Matura am Realgymnasium in Wien-Floridsdorf studierte er von 1930 bis 1934 an der Universität Wien bei Nikolai Sergejewitsch Trubetzkoy, Wilhelm Havers, Paul Kretschmer, Karl Luick und Erich Frauwallner allgemeine und vergleichende Sprachwissenschaft, Klassische Philologie und Indologie. Er arbeitete dann als Privatlehrer, bevor er zum 1. Oktober 1938 eine Stelle als Bibliothekar am Orientalischen Institut der Universität Wien bekam. Mit einer indologischen Arbeit Die Vergleiche im Rigveda wurde er dort im Jahre 1939 promoviert, ab dem 1. September 1940 war er Assistent am Orientalischen Institut. Es folgte eine Unterbrechung durch den Zweiten Weltkrieg mit Kriegsgefangenschaft, sodass er erst 1949 seine Tätigkeit wieder aufnahm. Ammer habilitierte sich 1950 in Wien mit einer sprachwissenschaftlichen Studie zur sprachlichen Einordnung der Nuristani-Sprachen, der Titel lautete: Die sprachliche Stellung der Kafirensprachen. Im Jahr darauf übernahm er eine Lehrstuhlvertretung für Erich Frauwallner. Von 1952 bis 1954 leitete Ammer das Institut für Dolmetschausbildung der Universität Wien.
Im Jahre 1954 folgte er einem Ruf in die DDR als Professor an das Seminar für Allgemeine Sprachwissenschaft und Indologie der Martin-Luther-Universität Halle-Wittenberg. Dort wurde er Direktor des Instituts für Indologie und seit 1959 Prodekan der Philosophischen Fakultät und ab dem Jahre 1961 schließlich ordentlicher Professor für Allgemeine Sprachwissenschaft. Bis zu seinem Tod 1970 lehrte und forsche Ammer an der Universität in Halle. Zu seinen akademischen Schülern gehört Klaus Mylius, der als Indologe international bekannt wurde. An der Universität lernte er die Studentin und spätere Baltistin Gertrud Bense (1930–2021) kennen, die seine Assistentin, aber auch seine Lebensgefährtin wurde und mit der er zwei Kinder bekam. Eine geplante Eheschließung scheiterte an rechtlichen Hürden aufgrund der unterschiedlichen Staatsangehörigkeiten.
Neben dieser Lehr- und Forschungstätigkeit in Halle war er auch Gründungsdirektor des Dolmetscherinstituts der Universität Leipzig (1956–1958). Ammer trat 1961 dem Herausgeberkomitee der Zeitschrift für Phonetik, Sprachwissenschaft und Kommunikationsforschung (ZPSK) aus dem Akademie-Verlag, Berlin bei; er wirkte dort zusammen mit den Sprachwissenschaftlern Georg Friedrich Meier (Leipzig/Berlin), Otto von Essen (Hamburg), Ursula Feyer (Wiesbaden) und Fritz Hintze (Berlin). Außerdem war er Mitherausgeber der Ethnographisch-Archäologischen Zeitschrift. Ammer gehörte dem Beirat für Sprachwissenschaft beim Staatssekretariat für das Hoch- und Fachschulwesen (ab 1967 Ministerium für das Hoch- und Fachschulwesen der DDR) und war Vorsitzender des Universitätsfriedensrats.

## Werke (Auswahl)
- Zeichen, Bedeutung und Verstehen. WZ MLU Halle, Ges. Sprachw. XII/12, Dezember 1963, S. 951–964
- Zum Phonembegriff. Wiener Slavistisches Jahrbuch, Bd. 11,' 1964, S. 47–55
- Zur Frage der Übersetzbarkeit. Fremdsprachen 1964, 4, S. 244–250
- Sprachgesetz in Synchronie und Diachronie. Biuletyn PT J zeszyt XXIII (1965), S. 59–70